# Stefan F. Wirth

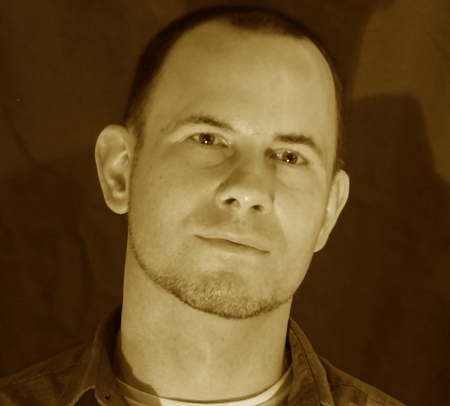
Stefan F. Wirth

Stefan Friedrich Wirth (* 10. Juni 1972 in Neunkirchen (Saar)) ist ein deutscher Zoologe, Evolutionsbiologe und Milbenspezialist. Wirth ist unter anderem Erstbeschreiber für drei neue Milbenarten: Histiostoma palustre, Bonomoia opuntiae und Histiostoma blomquisti.

## Leben und Wirken
Wirth studierte von 1994 bis 2000 Biologie an der FU Berlin und promovierte dort 2004 bei Walter Sudhaus über Milben aus evolutionsbiologischer Sicht. Bis 2014 war Wirth als freier Dozent an der FU Berlin in den Themenbereichen Evolutionsbiologie und Ökologie tätig.
Im Jahr 2011 war Wirth Koautor einer Veröffentlichung über Computertomografie-Bilder einer fossilen Milbe, die auf einer Spinne sitzend in einem Stück Baltischen Bernsteins eingeschlossen war. Die Milbe ist mit weniger als 0,2 mm Länge das bisher kleinste Tier, das mit dieser Methodik hochauflösend dreidimensional rekonstruiert wurde. Dank der Computerbilder konnte sie als bisher ältester Vertreter der noch lebenden Familie der Histiostomatidae zugeordnet werden.

## Ausgewählte Publikationen
- S. F. Wirth, A. P.  Garonna: Histiostoma ovalis (Histiostomatidae, Acari) associated with Ips sexdentatus (Scolytinae, Curculionidae, Coleoptera): ecology and mite redescription on the basis of formerly unknown adults and nymphs. In: International Journal of Acarology. 2015. doi:10.1080/01647954.2015.1050062
- M. Pernek, S. Wirth, S. R. Blomquist, D. N. Avtzis, J. C. Moser: New associations of phoretic mites on Pityokteines curvidens (Coleoptera, Curculionidae, Scolytinae). In: Central European Journal of Biology. Volume 7, Issue 1, 2012, S. 63–68.
- L. Koller, S. Wirth, G. Raspotnig: Geranial-rich oil gland secretions: a common phenomenon in the Histiostomatidae (Acari, Astigmata)? In: International journal of Acarology. 38(5-38), 2012, S. 420–426.
- J. Krüger, S. Wirth: Life cycle of Sarraceniopus nipponensis (Histiostomatidae: Astigmata) from the fluid-filled pitchers of Sarracenia alata (Sarraceniaceae). In: Acarologia. 51(2), 2011, S. 259–267.
- J. A. Dunlop, S. Wirth, D. Penney, A. McNeil, R. S. Bradley, P. J. Withers, R. F. Preziosi:  A minute fossil phoretic mite recovered by phase-contrast X-ray computed tomography. In: Biology Letters. 8, 2012, S. 457–460. PMID 22072283. (rsbl.royalsocietypublishing.org)
- S. Wirth: Necromenic life style of Histiostoma polypori (Acari, Histiostomatidae). In: Experimental and Applied Acarology. 49, 2009, S. 317–327. PMID 19697142, doi:10.1007/s10493-009-9295-6.
- S. Wirth: Transformations of copulation structures and observations on the male polyphenism in the phylogeny of the Histiostomatidae. In: International Journal of Acarology. Volume 31, Issue 2/2005, S. 91–100. doi:10.1080/01647950508683657